# Československá ženská fotbalová reprezentace
Československá ženská fotbalová reprezentace byl reprezentační tým Československa v ženském fotbale. Po rozpadu Československa v roce 1993 se reprezentace rozdělila na českou a slovenskou. Největším úspěchem československých fotbalistek byla zdařilá účast v kvalifikaci na mistrovství Evropy 1989. Tehdy postoupily až do čtvrtfinále, kde je vyřadil tým Západního Německa.
První zápas sehrálo družstvo československých fotbalistek v roce 1968 s Itálií, ačkoli ani na jedné straně nestál oficiální tým příslušného fotbalového svazu. Další utkání v roce 1984 odehrály zvlášť výběry Česka a Slovenska. Do oficiální historie československá reprezentace vstoupila až nerozhodným zápasem 14. dubna 1985 v Bratislavě proti Maďarsku (2:2).
Mezi lety 1987 a 1992 se Československo zúčastnilo tří kvalifikací na mistrovství Evropy. Fotbalistky ani jednou nepostoupily do hlavní fáze turnaje, ale v rámci ME 1989 se dostaly mezi osm nejlepších družstev do čtvrtfinále. Československá ženská reprezentace byla rovněž v roce 1988 pozvána na mezinárodní turnaj FIFA v Číně, kde obsadila 9. místo. Fotbalistky ČSSR se zde utkaly s reprezentacemi zemí, které se v pozdějších letech staly vítězkami či finalistkami mistrovství světa ve fotbale žen.

## Účast na mezinárodních turnajích

### Mezinárodní turnaj FIFA v Číně 1988

#### Základní skupina C
Mezinárodního turnaje se účastnilo 12 reprezentačních týmů. Československé fotbalistky skončily s jednou výhrou, remízou a porážkou na třetím místě základní skupiny, ze kterého nepostoupily do čtvrtfinále.
| Poř. | Tým            | Z | V | R | P | VG | OG | B |
| ---- | -------------- | - | - | - | - | -- | -- | - |
| 1.   | Švédsko        | 3 | 2 | 1 | 0 | 5  | 1  | 5 |
| 2.   | USA            | 3 | 1 | 2 | 0 | 6  | 3  | 4 |
| 3.   | Československo | 3 | 1 | 1 | 1 | 2  | 2  | 3 |
| 4.   | Japonsko       | 3 | 0 | 0 | 3 | 3  | 10 | 0 |

| 1. června 1988 |                  |                |             |
| Švédsko        | 1-0              | Československo | Panyu, Čína |
| Björk          | Report (švédsky) |                | Panyu, Čína |

| 3. června 1988 |     |          |             |
| Československo | 2-1 | Japonsko | Panyu, Čína |
|                |     |          | Panyu, Čína |

| 6. června 1988 |     |     |             |
| Československo | 0-0 | USA | Panyu, Čína |
|                |     |     | Panyu, Čína |

### ME 1989 – historický úspěch

#### Kvalifikační skupina 4
Kvalifikace se účastnilo 17 reprezentačních týmů. Československé fotbalistky byly nalosovány do jediné pětičlenné skupiny. Bez jediné porážky postoupily do čtvrtfinále.
| Poř. | Tým            | Z | V | R | P | VG | OG | B  |
| ---- | -------------- | - | - | - | - | -- | -- | -- |
| 1.   | Francie        | 8 | 4 | 4 | 0 | 14 | 3  | 12 |
| 2.   | Československo | 8 | 4 | 4 | 0 | 10 | 3  | 12 |
| 3.   | Belgie         | 8 | 2 | 4 | 2 | 7  | 4  | 8  |
| 4.   | Španělsko      | 8 | 2 | 2 | 4 | 4  | 8  | 6  |
| 5.   | Bulharsko      | 8 | 0 | 2 | 6 | 1  | 18 | 2  |

| 18. října 1987 19:00 SEČ |                             |                      |               |
| Belgie                   | 1-1                         | Československo       | Aalst, Belgie |
| Verdonck 80'             | Report Report (francouzsky) | Procházková 1. pol.' | Aalst, Belgie |

| 8. listopadu 1987 |        |           |                                                                   |
| Československo    | 1-0    | Španělsko | Bratislava, Československo diváci: 1000 rozhodčí: Szabó, Maďarsko |
| Michalcová 31'    | Report |           | Bratislava, Československo diváci: 1000 rozhodčí: Szabó, Maďarsko |

| 2. dubna 1988  |                             |        |                                                    |
| Československo | 0-0                         | Belgie | Hodonín, Československo rozhodčí: Eksztajn, Polsko |
|                | Report Report (francouzsky) |        | Hodonín, Československo rozhodčí: Eksztajn, Polsko |

| 24. dubna 1988 |        |                   |                                                       |
| Bulharsko      | 0-1    | Československo    | Sofia, Bulharsko diváci: 15000 rozhodčí: Kapros, Kypr |
|                | Report | Chmelová 2. pol.' | Sofia, Bulharsko diváci: 15000 rozhodčí: Kapros, Kypr |

| 7. května 1988 |        |                |                           |
| Francie        | 2-2    | Československo | Thonon-les-Bains, Francie |
|                | Report |                | Thonon-les-Bains, Francie |

| 14. května 1988 |        |                              |                                                   |
| Španělsko       | 0-2    | Československo               | Madrid, Španělsko diváci: 2000 rozhodčí: Carriera |
|                 | Report | Paolettiová 52' Nováková 58' | Madrid, Španělsko diváci: 2000 rozhodčí: Carriera |

| 8. října 1988  |        |         |                               |
| Československo | 0-0    | Francie | Frýdek-Místek, Československo |
|                | Report |         | Frýdek-Místek, Československo |

| 23. října 1988                          |        |           |                       |
| Československo                          | 3-0    | Bulharsko | Písek, Československo |
| Štěrbová 18' Farmačková 56', 73' (pen.) | Report |           | Písek, Československo |

#### Čtvrtfinále
Oba zápasy se odehrály ještě roku 1988 v rámci kvalifikace, protože finálového turnaje se měla zúčastnit jen čtveřice týmů. Československé fotbalistky v úvodním domácím utkání vedly, ale zápas nakonec skončil remízou. V prosincové odvetě byly úspěšnější Němky, které se později staly poprvé mistryněmi Evropy. Účast mezi nejlepšími osmi družstvy Evropy byla historickým úspěchem československé reprezentace.
| Domácí v 1. zápase | Celkem | Hosté v 1. zápase | 1. zápas | 2. zápas |
| ------------------ | ------ | ----------------- | -------- | -------- |
| Československo     | 1-3    | Západní Německo   | 1-1      | 0-2      |

| 26. listopadu 1988 |        |                 |                                                                        |
| Československo     | 1-1    | Západní Německo | Bratislava, Československo diváci: 450 rozhodčí: Craciunescu, Rumunsko |
| Novotná 23'        | Report | Bindel 50'      | Bratislava, Československo diváci: 450 rozhodčí: Craciunescu, Rumunsko |

| 17. prosince 1988 |        |                |                                                                            |
| Západní Německo   | 2-0    | Československo | Kaiserslautern, Západní Německo diváci: 2053 rozhodčí: Gilson, Lucembursko |
| Neid 26' Mohr 55' | Report |                | Kaiserslautern, Západní Německo diváci: 2053 rozhodčí: Gilson, Lucembursko |

### ME 1991

#### Kvalifikační skupina 4
Kvalifikace se účastnilo 18 reprezentačních týmů. Československé fotbalistky skončily se třemi výhrami a třemi porážkami na nepostupovém třetím místě kvalifikační skupiny.
| Poř. | Tým             | Z | V | R | P | VG | OG | B  |
| ---- | --------------- | - | - | - | - | -- | -- | -- |
| 1.   | Západní Německo | 6 | 5 | 1 | 0 | 18 | 1  | 11 |
| 2.   | Maďarsko        | 6 | 3 | 1 | 2 | 7  | 7  | 7  |
| 3.   | Československo  | 6 | 3 | 0 | 3 | 8  | 10 | 6  |
| 4.   | Bulharsko       | 6 | 0 | 0 | 6 | 3  | 18 | 0  |

| 14. října 1989          |        |           |                                                          |
| Československo          | 2-0    | Bulharsko | Skuteč, Československo diváci: 1000 rozhodčí: Ziler, NDR |
| Bulířová 3', 73' (pen.) | Report |           | Skuteč, Československo diváci: 1000 rozhodčí: Ziler, NDR |

| 22. listopadu 1989         |        |                |                                                           |
| Západní Německo            | 5-0    | Československo | Marburg, Německo diváci: 3200 rozhodčí: Steindl, Rakousko |
| Mohr , Unsleber Bindl Neid | Report |                | Marburg, Německo diváci: 3200 rozhodčí: Steindl, Rakousko |

| 29. dubna 1990 |                  |                 |                                                        |
| Československo | 0-1              | Západní Německo | Marburg, Německo diváci: 500 rozhodčí: Pireaux, Belgie |
|                | Report (německy) | Nardenbach 46'  | Marburg, Německo diváci: 500 rozhodčí: Pireaux, Belgie |

| 26. května 1990 |     |                |                     |
| Maďarsko        | 2-0 | Československo | Esztergom, Maďarsko |
|                 |     |                | Esztergom, Maďarsko |

| 29. září 1990                              |        |          |                                   |
| Československo                             | 3-0    | Maďarsko | Vranov nad Topľou, Československo |
| Huniaková 32' Paolettiová 60' Minksová 74' | Report |          | Vranov nad Topľou, Československo |

| 14. října 1990                  |        |                                             |                       |
| Bulharsko                       | 2-3    | Československo                              | Pazardžik , Bulharsko |
| Kovatscheva 22' Gueorguieva 38' | Report | Zuzaniková 63' Haniaková 78' Jedličková 80' | Pazardžik , Bulharsko |

### ME 1993

#### Kvalifikační skupina 7
Kvalifikace se účastnilo 24 reprezentačních týmů. V pouze tříčlenné skupině rozhodla porážka a remíza s Itálií o nepostupu.
| Poř. | Tým            | Z | V | R | P | VG | OG | B |
| ---- | -------------- | - | - | - | - | -- | -- | - |
| 1.   | Itálie         | 4 | 3 | 1 | 0 | 12 | 4  | 7 |
| 2.   | Československo | 4 | 2 | 1 | 1 | 7  | 6  | 5 |
| 3.   | Polsko         | 4 | 0 | 0 | 4 | 3  | 12 | 0 |

| 29. září 1991 |        |                            |                 |
| Polsko        | 1-2    | Československo             | Gorlice, Polsko |
| Otrebska 74'  | Report | Minksová 45' Prüherová 47' | Gorlice, Polsko |

| 30. května 1992 |        |                           |                        |
| Československo  | 0-3    | Itálie                    | Púchov, Československo |
|                 | Report | Fiorini 5' Morace 34' 79' | Púchov, Československo |

| 28. června 1992                  |        |        |                                      |
| Československo                   | 3-0    | Polsko | Rožnov pod Radhoštěm, Československo |
| Jedličková 55' 68' Chlumecká 67' | Report |        | Rožnov pod Radhoštěm, Československo |

| 30. května 1992           |        |                   |                |
| Itálie                    | 2-2    | Československo    | Jesolo, Itálie |
| Morace 13' Marsiletti 52' | Report | Chlumecká 60' 72' | Jesolo, Itálie |